# Stazione di Bizzozero-Gurone
La stazione di Bizzozero-Gurone era posta lungo la ferrovia Castellanza-Mendrisio, fu dismessa nel 1977 e serviva le località  di Bizzozero e Gurone.
L'impianto sorgeva a circa cinquecento metri dal capolinea della tranvia Varese-Bizzozero, attiva fra il 1907 e il 1950 ed il tragitto per i passeggeri prevedeva una camminata di circa quattrocento metri ed una ripida scalinata per raggiungere il paese di Bizzozero.

## Storia
L'impianto venne attivato il 31 dicembre 1915 contestualmente all'inaugurazione della tratta da Cairate-Lonate a Valmorea, avvenuta a cura della Società Anonima per la Ferrovia Novara-Seregno (FNS).
L'11 dicembre 1938 il capolinea della ferrovia fu arretrato alla stazione di Malnate Olona in conseguenza degli eventi correlati con la seconda guerra mondiale e l'anno successivo lo stesso capolinea venne nuovamente arretrato fino alla Stazione di Castiglione Olona. In conseguenza di ciò il traffico passeggeri diminuì, per essere definitivamente soppresso nel 1952, lasciando alla stazione la sola funzione di scalo per le merci.
Il 16 luglio 1977 la linea, e con essa la stazione di Bizzozero-Gurone, venne definitivamente soppressa.
Il fabbricato viaggiatori, ormai fatiscente, fu demolito nel 1992 e ad oggi rimane integro il casello che negli anni 2010 fu gestito da Legambiente.